# Championnat d'Afrique masculin de basket-ball 1975
Navigation
Centrafrique 1974 Sénégal 1978
Le championnat d'Afrique de basket-ball 1975 est la huitième édition du championnat d'Afrique des nations. Elle s'est déroulée du 20 au 28 décembre 1975 à Alexandrie en Égypte. L'Égypte remporte son quatrième titre et se qualifie pour les Jeux olympiques de Montréal.

## Classement final
| Position | Équipe              | Bilan |
| -------- | ------------------- | ----- |
| 1        | Égypte              | 5v-0d |
| 2        | Sénégal             | 3v-2d |
| 3        | Soudan              | 3v-2d |
| 4        | Zaïre               | 2v-3d |
| 5        | Tunisie             | 2v-3d |
| 6        | République du Congo | 0v-5d |